# 岩手県道108号江刺金ケ崎線
岩手県道108号江刺金ケ崎線（いわてけんどう108ごう えさしかねがさきせん）は、岩手県奥州市と胆沢郡金ケ崎町を結ぶ一般県道である。

## 概要
奥州市江刺岩谷堂の国道456号交点から西へ分岐し、広瀬川を渡って東北新幹線を立体交差ののち、北上川を渡って金ケ崎町に入る。金ケ崎駅の南で東北本線を高架橋で越えて終点の西根交差点で国道4号に接続する。

### 路線データ
- 実延長：4,972.1 m[1]
- 起点：奥州市江刺[1]（国道456号交点）
- 終点：胆沢郡金ケ崎町[1]（西根交差点、国道4号・岩手県道196号胆沢金ケ崎線交点）

## 歴史
- 1959年（昭和34年）3月31日 - 一般県道に認定される。[1]

## 路線状況

### 重複区間
- 岩手県道270号西根佐倉河線（胆沢郡金ケ崎町西根本町 地内）

## 地理

### 交差する道路
- 国道456号（奥州市江刺岩谷堂字内ノ町・起点）
  - （=岩手県道14号一関北上線重複）
- 岩手県道270号西根佐倉河線（胆沢郡金ケ崎町西根本町）
- 岩手県道137号金ケ崎停車場線（胆沢郡金ケ崎町西根本町）
  - （=岩手県道270号西根佐倉河線重複）
- 国道4号・岩手県道196号胆沢金ケ崎線（胆沢郡金ケ崎町西根字古寺・終点）

### 沿線の施設
- 岩手銀行金ケ崎支店